# Club de Rugby Santander
El Club de Rugby Santander, denominado por motivos de patrocinio como Bathco Rugby Club o simplemente como Bathco, fue un equipo español de rugby de la ciudad de Santander, fundado en el año 2007. El primer equipo sénior masculino llegó a competir en la máxima categoría del rugby español, la División de Honor, y disputaba sus partidos en el Complejo Municipal Deportivo Ruth Beitia, situado en la ciudad de Santander.

## Historia
El Club de Rugby Santander nació en 2007 con una clara vocación formativa. Desde su formación el club ha centrado sus esfuerzos en la promoción del deporte y del rugby en particular entre los más jóvenes. Actualmente cuenta con más de 180 jugadores, 17 entrenadores y juega en un total de 9 categorías.
Bathco y el Club de Rugby Santander firmaron un acuerdo de patrocinio para la temporada 2016/17, año en el que el equipo sénior logró el ascenso a División de Honor B. Para la temporada 2017/2018 amplía su acuerdo de patrocinio con la empresa Bathco y el club pasa a denominarse Bathco Rugby Club, este tipo de acuerdo ya ocurrió con su club rival el Independiente Rugby Club hasta la temporada 2015/16. Se crea así un gran proyecto deportivo y su plantilla se refuerza con toda una serie de figuras internacionales.
Desde su fundación, el club mantiene una gran rivalidad con el club más laureado de la ciudad de Santander, el Independiente Rugby Club.
El 2 de junio de 2019, el club consigue ascender a Liga Heineken, la máxima categoría del rugby español, tras derrotar en la promoción de ascenso a División de Honor al CR La Vila.
En la temporada 2020-21 el club renunció a su plaza en la máxima categoría del rugby español por problemas económicos. Finalmente el club fue liquidado, y en 2021 sus socios fundaron un nuevo club, el Sotileza Rugby Club.